# جزيرة تيرنات
جزيرة تيرنات إحدى جزر الملوك في شرق إندونيسيا. تقع قبالة الساحل الغربي لجزيرة هالماهيرا، وهي مركز سلطنة تيرنات القوية السابقة.
تيرنات يبدو واضحة على شكل جزيرة مخروطية مثل جزيرة تيدور المجاورة. كانت هذه الجزيرة المنتجة الرئيسية في العالم للقرنفل، والذي اعتمد عليه السلاطين وأصبحوا من بين أغنى وأقوى السلاطين في المنطقة الإندونيسية. وقد كانت سلطنة تيرنات في عصر ما قبل الاستعمار قوة مهيمنة سياسياً واقتصادياً على أكثر «جزر التوابل».
تعتبر حالياً مدينة تيرنات أكبر مدينة وعاصمة مقاطعة مالوكو الشمالية.

## الجغرافية
يعتبر جبل غامالاما البركاني أبرز معالم تيرنات. ثوران البركان في عام 1840 دمّر معظم منازل الجزيرة، أما آخر ثورانات مسجلة للبركان فقد حدثت في الأعوام 1980 و1983 و1994 و2011.
في أحدث ثوران في عام 2011، أغلقت إندونيسيا مطار الجزيرة المحلي الواقع بالقرب من جبل لعدة أيام بعد بركان قذف الرماد حتى ارتفاع 2000 متر في الجو. سفوح الجبل تتميز ببساتين القرنفل والتي قد تمتد حتى قمة الجبل.
مساحة الجزيرة هي 76 كيلومتراً مربعاً، أما عدد السكان فيقدر بحدود 145143 في يوليو 2003.
مطار الجزيرة اسمه (مطار السلطان باب الله) ويقع على طول الساحل الشمالي الشرقي للجزيرة.

## السياحة
تُعد وجهة سياحية تجمع بين الطبيعة والتاريخ، تشتهر بمناظرها البركانية، وخاصة بركان غامالا، إلى جانب آثار الحقبة الاستعمارية مثل الحصون القديمة، ومن أبرز معالمها بحيرة تولير ذات المناظر الخلابة، إضافة إلى الشواطئ الهادئة والأنشطة البحرية، مما يجعلها مكانًا مميزًا لعشاق الاستكشاف والطبيعة.